# Phascolosorex doriae
La musaraña marsupial de vientre rojo (Phascolosorex doriae) es una especie de marsupial dasiuromorfo de la familia Dasyuridae endémica de Nueva Guinea; se conoce del interior de la provincia de Papúa Occidental  (Indonesia).